# 東部鎮區 (明尼蘇達州奧特泰爾縣)
東部鎮區（英語：Eastern Township）是位於美國明尼蘇達州奧特泰爾縣的一個行政鎮區。

## 歷史
東部鎮區於1875年設立，因鎮區位於縣的東部而得名。

## 地方資料
東部鎮區的面積為94.64平方千米，當中陸地面積為91.32平方千米，而水域面積為3.32平方千米。根據2020年美國人口普查的數據，當地共有人口254人，而人口密度為每平方千米2.68人。